# Ai coração
Ai coração (dosł. Och, miłość!) – singel portugalskiej piosenkarki Mimicat wydany 27 stycznia 2023. Piosenkę skomponowała Marisa Isabel Lopes Mena i Luís Pereira.
„Ai coração” była jedną z 20 piosenek, które brały udział w Festival da Canção 2023, portugalskich eliminacjach do 67. Konkursie Piosenki Eurowizji. Mimicat była jedną z autorek piosenek wybranych przez nadawcę Rádio e Televisão de Portugal (RTP) spośród zgłoszeń nadesłanych przez artystów. 19 stycznia ogłoszono, że Mimicat sama wykona swoją piosenkę zatytułowaną „Ai coração”, wydaną cyfrowo 27 stycznia 2023 roku. 11 marca 2023 kompozycja wygrała w finale programu Festival da Canção, dzięki czemu reprezentowała ona Portugalię w 67. Konkursie Piosenki Eurowizji w Liverpoolu.

## Lista utworów
| Digital download / media strumieniowe | Digital download / media strumieniowe | Digital download / media strumieniowe |
| Nr                                    | Tytuł utworu                          | Długość                               |
| ------------------------------------- | ------------------------------------- | ------------------------------------- |
| 1.                                    | „Ai coração”                          | 2:54                                  |

## Notowania na listach przebojów
| Kraj       | Notowanie (2023) | Najwyższa pozycja |
| ---------- | ---------------- | ----------------- |
| Portugalia | AFP              | 76                |